# Copris tetraodon
Copris tetraodon là một loài bọ cánh cứng trong họ Bọ hung (Scarabaeidae).